# Азиатская конфедерация футбола
Азиа́тская конфедера́ция футбо́ла, АФК (англ. Asian Football Confederation, AFC) — главная футбольная организация в Азиатском регионе и Австралии.

## Регионы
В АФК состоят соответствующие континентальному расположению страны, включая также некоторые тихоокеанские государства и территории, которые ранее состояли в Конфедерации футбола Океании (Гуам, Австралия, Тайвань, Северные Марианские острова). 

(Израиль, Кипр, а также страны, расположенные на границе Европы и Азии, — Россия, Казахстан, Грузия, Армения, Азербайджан, Турция — являются членами УЕФА). 

Конфедерация подразделяется по географическому и этнокультурному принципу на 5 региональных федераций. Среди которых:
- Футбольная ассоциация Центральной Азии (ФАЦА)
- Федерация футбола Восточной Азии (ФФВА)
- Федерация футбола Южной Азии (ФФЮА)
- Федерация футбола Западной Азии (ФФЗА)
- Федерация футбола АСЕАН (ФФА)

## Члены АФК
| Страна                      | Сборные | Федерация                                          | Региональная федерация | Чемпионат | Информация                      | Рейтинг ФИФА мужских сборных | Рейтинг ФИФА женских сборных | Участие в Чемпионатах мира среди мужских команд                       | Участие в Кубках Азии среди мужских команд                                                 | Участие в Чемпионатах мира среди женских команд                                                 | Участие в Кубках Азии среди женских команд                                                                   |
| --------------------------- | ------- | -------------------------------------------------- | ---------------------- | --- | ------------------------------- | ---------------------------- | ---------------------------- | --------------------------------------------------------------------- | ------------------------------------------------------------------------------------------ | ----------------------------------------------------------------------------------------------- | --- |
| Австралия                   | M / Ж   | Футбольная федерация Австралии                     | АСЕАН                  | А-лига / Женская А-лига                                                                                        | создана в 1961, член АФК с 2006 | 35                           | 11                           | 6 (1974, 2006, 2010, 2014, 2018, 2022)                                | 4 · (2007, 2011, 2015, 2019)                                                               | 7 (1995, 1999, 2003, 2007, 2011, 2015, 2019)                                                    | 6 · ( 2006, 2008, 2010, 2014, 2018, 2022)                                                                    |
| Афганистан                  | M / Ж   | Футбольная федерация Афганистана                   | ФАЦА                   | Премьер-лига / -------                                                                                         | создана в 1922, член АФК с 1954 | 149                          | 160                          |                                                                       |                                                                                            |                                                                                                 | |
| Бангладеш                   | M / Ж   | Футбольная федерация Бангладеш                     | ФФЮА                   | Премьер-лига / Женская футбольная лига Бангладеш                                                               | создана в 1972, член АФК с 1974 | 186                          | 143                          |                                                                       | 1 (1980)                                                                                   |                                                                                                 | |
| Бахрейн                     | M / Ж   | Футбольная ассоциация Бахрейна                     | ФФЗА                   | Премьер-лига / Женская футбольная лига Бахрейна                                                                | создана в 1957, член АФК с 1957 | 91                           | 87                           |                                                                       | 6 (1988, 2004, 2007, 2011, 2015, 2019)                                                     |                                                                                                 | |
| Бруней                      | M / Нет | Футбольная ассоциация Брунея                       | АСЕАН                  | Супер Лига / Нет                                                                                               | создана в 2011, член АФК с 2011 | 188                          |                              |                                                                       |                                                                                            |                                                                                                 | |
| Бутан                       | M / Ж   | Федерация футбола Бутана                           | ФФЮА                   | Премьер-лига / Женская национальная футбольная лига Бутана                                                     | создана в 1983, член АФК с 1993 | 185                          | 168                          |                                                                       |                                                                                            |                                                                                                 | |
| Восточный Тимор             | M / Ж   | Федерация футбола Восточного Тимора                | АСЕАН                  | Футбольная лига Восточного Тимора / Чемпионат Восточного Тимора по женскому футболу                            | создана в 2002, член АФК с 2005 | 196                          | БР                           |                                                                       |                                                                                            |                                                                                                 | |
| Вьетнам                     | M / Ж   | Федерация футбола Вьетнама                         | АСЕАН                  | V-Лига 1 / Кубок Тай Сон Бак                                                                                   | создана в 1960, член АФК с 1964 | 98                           | 32                           |                                                                       | 4 (1956, 1960, 2007, 2019)                                                                 |                                                                                                 | 9 (1999, 2001, 2003, 2006, 2008, 2010, 2014, 2018, 2022)                                                     |
| Гонконг                     | M / Ж   | Федерация Футбола Гонконга                         | ФФВА                   | Премьер-лига / Чемпионат Гонконга по женскому футболу                                                          | создана в 1914, член АФК с 1954 | 147                          | 77                           |                                                                       |                                                                                            | 14 · (1975, 1977, 1980, 1981, 1983, 1986, 1989, 1991, 1993, 1995, 1997, 1999, 2001, 2003, 2006) | |
| Государство Палестина       | M / Ж   | Палестинская футбольная федерация                  | ФФЗА                   | Премьер-лига сектора Газа, Чемпионат Западного берега по футболу / Чемпионат Палестины по женскому футболу     | создана в 1928, член АФК с 1995 | 99                           | 128                          |                                                                       | 2 (2015, 2019)                                                                             |                                                                                                 | |
| Гуам                        | M / Ж   | Футбольная ассоциация Гуама                        | ФФВА                   | Чемпионат Гуама по футболу / Чемпионат Гуама по женскому футболу                                               | создана в 1975, член АФК с 1991 | 206                          | 97                           |                                                                       |                                                                                            |                                                                                                 | 4 (1997, 1999, 2001, 2003)                                                                                   |
| Индия                       | M / Ж   | Всеиндийская футбольная федерация                  | ФФЮА                   | Суперлига / Чемпионат Индии по женскому футболу                                                                | создана в 1937, член АФК с 1954 | 104                          | 55                           |                                                                       | 4 · ( 1964, 1984, 2011, 2019)                                                              |                                                                                                 | 8 · ( 1980, 1981, 1983, 1995, 1997, 1999, 2001, 2003, 2006)                                                  |
| Индонезия                   | M / Ж   | Футбольная ассоциация Индонезии                    | АСЕАН                  | Лига 1 / Лига 1 Путри                                                                                          | создана в 1930, член АФК с 1954 | 164                          | 94                           |                                                                       | 4 (1996, 2000, 2004, 2007)                                                                 |                                                                                                 | 5 (1977, 1981, 1986, 1989, 2022)                                                                             |
| Иордания                    | M / Ж   | Футбольная ассоциация Иордании                     | ФФЗА                   | Аль-Манаср Про-Лига / Чемпионат Иордании по женскому футболу                                                   | создана в 1949, член АФК с 1975 | 90                           | 63                           |                                                                       | 4 (2004, 2011, 2015, 2019)                                                                 |                                                                                                 | 2 (2014, 2018)                                                                                               |
| Ирак                        | M / Ж   | Иракская федерация футбола                         | ФФЗА                   | Премьер-лига / Чемпионат Ирака по женскому футболу                                                             | создана в 1948, член АФК с 1970 | 75                           | БР                           | 1 (1986)                                                              | 9 · (1972, 1976, 1996, 2000, 2004, 2007, 2011, 2015, 2019)                                 |                                                                                                 | |
| Иран                        | M / Ж   | Федерация футбола Ирана                            | ФАЦА                   | Про-лига Персидского залива / Женская футбольная лига Ковсар                                                   | создана в 1947, член АФК с 1954 | 21                           | 70                           | 6 (1978, 1998, 2006, 2014, 2018, 2022)                                | 14 · ( 1968, 1972, 1976, 1980, 1984, 1988, 1992, 1996, 2000, 2004, 2007, 2011, 2015, 2019) |                                                                                                 | 1 (2022) |
| Йемен                       | M / Ж   | Йеменская футбольная ассоциация                    | ФФЗА                   | Премьер-лига / Нет                                                                                             | создана в 1962, член АФК с 1980 | 151                          | БР                           |                                                                       | 1 (2019)                                                                                   |                                                                                                 | |
| Камбоджа                    | M / Ж   | Футбольная федерация Камбоджи                      | АСЕАН                  | Премьер-лига / Чемпионат Камбоджи по женскому футболу                                                          | создана в 1933, член АФК с 1954 | 171                          | БР                           |                                                                       | 1 (1972)                                                                                   |                                                                                                 | |
| Катар                       | M / Ж   | Футбольная ассоциация Катара                       | ФФЗА                   | Лига звёзд Катара / Чемпионат Катара по женскому футболу                                                       | создана в 1960, член АФК с 1974 | 48                           | БР                           | 1 (2022)                                                              | 10 · (1980, 1984, 1988, 1992, 2000, 2004, 2007, 2011, 2015, 2019)                          |                                                                                                 | |
| Китай                       | M / Ж   | Китайская футбольная ассоциация                    | ФФВА                   | Суперлига / Суперлига                                                                                          | создана в 1955, член АФК с 1974 | 74                           | 19                           | 1 (2002)                                                              | 12 · ( 1976, 1980, 1984, 1988, 1992, 1996, 2000, 2004, 2007, 2011, 2015, 2019)             | 7 · (1991, 1995, 1999, 2003, 2007, 2015, 2019)                                                  | 15 · ( 1986, 1989, 1991, 1993, 1995, 1997, 1999, 2001, 2003, 2006, 2008, 2010, 2014, 2018, 2022)             |
| Кувейт                      | M / Ж   | Футбольная ассоциация Кувейта                      | ФФЗА                   | Премьер-лига / Чемпионат Кувейта по женскому футболу                                                           | создана в 1952, член АФК с 1964 | 142                          | БР                           | 1 (1982)                                                              | 10 · (1972, 1976, 1980, 1984, 1988, 1996, 2000, 2004, 2011, 2015)                          |                                                                                                 | |
| Кыргызстан                  | M / Ж   | Кыргызский футбольный союз                         | ФАЦА                   | Премьер Лига / Чемпионат Кыргызстана по женскому футболу                                                       | создана в 1992, член АФК с 1994 | 96                           | 126                          |                                                                       | 1 (2019)                                                                                   |                                                                                                 | |
| Лаос                        | M / Ж   | Федерация футбола Лаоса                            | АСЕАН                  | Премьер-лига / Чемпионат Лаоса по женскому футболу                                                             | создана в 1951, член АФК с 1968 | 187                          | 84                           |                                                                       |                                                                                            |                                                                                                 | |
| Ливан                       | M / Ж   | Футбольная ассоциация Ливана                       | ФФЗА                   | Премьер-лига / Чемпионат Ливана по женскому футболу                                                            | создана в 1933, член АФК с 1964 | 95                           | 140                          |                                                                       | 2 (2000, 2019)                                                                             |                                                                                                 | |
| Макао                       | M / Ж   | Федерация футбола Макао                            | ФФВА                   | Первый дивизион / Чемпионат Макао по женскому футболу                                                          | создана в 1939, член АФК с 1978 | 182                          | БР                           |                                                                       |                                                                                            |                                                                                                 | |
| Малайзия                    | M / Ж   | Футбольная ассоциация Малайзии                     | АСЕАН                  | Суперлига / Чемпионат Малайзии по женскому футболу                                                             | создана в 1933, член АФК с 1954 | 154                          | 88                           |                                                                       | 3 (1976, 1980, 2007)                                                                       |                                                                                                 | 9 · (1975, 1980, 1983, 1986, 1991, 1993, 1995, 1999, 2001)                                                   |
| Мальдивы                    | M / Ж   | Футбольная ассоциация Мальдив                      | ФФЮА                   | Премьер-лига / Чемпионат Мальдив по женскому футболу                                                           | создана в 1982, член АФК с 1986 | 157                          | 152                          |                                                                       |                                                                                            |                                                                                                 | |
| Монголия                    | M / Ж   | Монгольская футбольная федерация                   | ФФВА                   | Премьер-лига / Чемпионат Монголии по женскому футболу                                                          | создана в 1959, член АФК с 1998 | 184                          | 127                          |                                                                       |                                                                                            |                                                                                                 | |
| Мьянма                      | M / Ж   | Футбольная федерация Мьянмы                        | АСЕАН                  | Национальная лига / Ви-Эл                                                                                      | создана в 1947, член АФК с 1954 | 152                          | 47                           |                                                                       | 1 · ( 1968)                                                                                |                                                                                                 | |
| Непал                       | M / Ж   | Всенепальская футбольная ассоциация                | ФФЮА                   | Суперлига / Чемпионат Непала по женскому футболу                                                               | создана в 1951, член АФК с 1954 | 169                          | 103                          |                                                                       |                                                                                            |                                                                                                 | 3 (1986, 1989, 1999)                                                                                         |
| ОАЭ                         | M / Ж   | Ассоциация футбола Объединённых Арабских Эмиратов  | ФФЗА                   | Премьер-лига / Чемпионат ОАЭ по женскому футболу                                                               | создана в 1971, член АФК с 1974 | 69                           | 106                          | 1 (1990)                                                              | 10 · (1980, 1984, 1988, 1992, 1996, 2004, 2007, 2011, 2015, 2019)                          |                                                                                                 | |
| Оман                        | M / Нет | Оманская футбольная ассоциация                     | ФФЗА                   | Профессиональная лига / Нет                                                                                    | создана в 1978, член АФК с 1980 | 79                           |                              |                                                                       | 4 (2004, 2007, 2015, 2019)                                                                 |                                                                                                 | |
| Пакистан                    | M / Ж   | Федерация футбола Пакистана                        | ФФЮА                   | Премьер-лига / Чемпионат Пакистана по женскому футболу                                                         | создана в 1947, член АФК с 1954 | 198                          | БР                           |                                                                       |                                                                                            |                                                                                                 | |
| Саудовская Аравия           | M / Ж   | Федерация футбола Саудовской Аравии                | ФФЗА                   | Премьер-лига / Чемпионат Саудовской Аравии по женскому футболу                                                 | создана в 1956, член АФК с 1972 | 51                           | БР                           | 6 (1994, 1998, 2002, 2006, 2018, 2022)                                | 10 · ( 1984, 1988, 1992, 1996, 2000, 2004, 2007, 2011, 2015, 2019)                         |                                                                                                 | |
| Северная Корея              | M / Ж   | Ассоциация футбола КНДР                            | ФФВА                   | Футбольная Премьер-лига КНДР / Футбольная Премьер-лига КНДР по женскому футболу                                | создана в 1945, член АФК с 1974 | 109                          | 10                           | 2 (1966, 2010)                                                        | 5 (1976, 1992, 2011, 2015, 2019)                                                           | 4 (1999, 2003, 2007, 2011)                                                                      | 10 · (1989, 1991, 1993, 1997, 1999, 2001, 2003, 2006, 2008, 2010)                                            |
| Северные Марианские острова | M / Ж   | Футбольная ассоциация Северных Марианских Островов | ФФВА                   | Чемпионат Северных Марианских Островов по футболу / Чемпионат Северных Марианских Островов по женскому футболу | создана в 2005, член АФК с 2020 | БР                           | БР                           |                                                                       |                                                                                            |                                                                                                 | |
| Сингапур                    | M / Ж   | Футбольная ассоциация Сингапура                    | АСЕАН                  | Премьер-лига / Чемпионат Сингапура по женскому футболу                                                         | создана в 1892, член АФК с 1954 | 160                          | 134                          |                                                                       | 1 (1984)                                                                                   |                                                                                                 | 7 · (1975, 1977, 1981, 1983, 1991, 2001, 2003)                                                               |
| Сирия                       | M / Ж   | Сирийская арабская федерация футбола               | ФФЗА                   | Премьер-лига / Чемпионат Сирии по женскому футболу                                                             | создана в 1936, член АФК с 1970 | 86                           | БР                           |                                                                       | 6 (1980, 1984, 1988, 1996, 2011, 2019)                                                     |                                                                                                 | |
| Таджикистан                 | M / Ж   | Федерация футбола Таджикистана                     | ФАЦА                   | Чемпионат Таджикистана по футболу / Чемпионат Таджикистана по женскому футболу                                 | создана в 1936, член АФК с 1993 | 116                          | 138                          |                                                                       |                                                                                            |                                                                                                 | |
| Тайвань                     | M / Ж   | Футбольная ассоциация китайского Тайбэя            | ФФВА                   | Премьер-лига / Чемпионат Тайваня по женскому футболу                                                           | создана в 1924, член АФК с 1954 | 158                          | 39                           |                                                                       | 2 · ( 1960, 1968)                                                                          |                                                                                                 | 14 · ( 1977, 1980, 1981, 1989, 1991, 1993, 1995, 1997, 1999, 2001, 2003, 2006, 2008, 2022)                   |
| Таиланд                     | M / Ж   | Футбольная ассоциация Таиланда                     | АСЕАН                  | Тайская лига 1 / Ви-Эл                                                                                         | создана в 1916, член АФК с 1954 | 115                          | 38                           |                                                                       | 7 · ( 1972, 1992, 1996, 2000, 2004, 2007, 2019)                                            | 2 (2015, 2019)                                                                                  | 17 · ( 1975, 1977, 1981, 1983, 1986, 1989, 1991, 1995, 1999, 2001, 2003, 2006, 2008, 2010, 2014, 2018, 2022) |
| Туркменистан                | M / Ж   | Федерация футбола Туркменистана                    | ФАЦА                   | Высшая лига / Чемпионат Туркменистана по женскому футболу                                                      | создана в 1992, член АФК с 1994 | 133                          | БР                           |                                                                       | 2 (2004, 2019)                                                                             |                                                                                                 | |
| Узбекистан                  | M / Ж   | Футбольная ассоциация Узбекистана                  | ФАЦА                   | Суперлига / Высшая лига                                                                                        | создана в 1946, член АФК с 1994 | 84                           | 45                           |                                                                       | 7 (1996, 2000, 2004, 2007, 2011, 2015, 2019)                                               |                                                                                                 | 5 (1995, 1997, 1999, 2001, 2003, 2006)                                                                       |
| Филиппины                   | M / Ж   | Филиппинская футбольная федерация                  | АСЕАН                  | Чемпионат Филиппин по футболу / Чемпионат Филиппин по футболу среди женщин                                     | создана в 1907, член АФК с 1954 | 128                          | 64                           |                                                                       | 1 (2019)                                                                                   |                                                                                                 | 10 · (1981, 1983, 1993, 1995, 1997, 1999, 2001, 2003, 2018, 2022)                                            |
| Шри-Ланка                   | M / Ж   | Футбольная федерация Шри-Ланки                     | ФФЮА                   | Суперлига / Чемпионат Шри-Ланки по футболу среди женщин                                                        | создана в 1939, член АФК с 1954 | 204                          | 149                          |                                                                       |                                                                                            |                                                                                                 | |
| Южная Корея                 | M / Ж   | Корейская футбольная ассоциация                    | ФФВА                   | Кей-лига 1 / Ви-Кей-лига                                                                                       | создана в 1928, член АФК с 1954 | 33                           | 18                           | 11 (1954, 1986, 1990, 1994, 1998, 2002, 2006, 2010, 2014, 2018, 2022) | 13 · ( 1956, 1960, 1964, 1972, 1980, 1984, 1988, 1996, 2000, 2004, 2007, 2011, 2015, 2019) | 3 (2003, 2015, 2019)                                                                            | 13 · (1991, 1993, 1995, 1997, 1999, 2001, 2003, 2006, 2008, 2010, 2014, 2018, 2022)                          |
| Япония                      | M / Ж   | Японская футбольная ассоциация                     | ФФВА                   | Первый дивизион Джей-лиги / Чемпионат Японии по футболу среди женщин                                           | создана в 1921, член АФК с 1954 | 26                           | 13                           | 7 (1998, 2002, 2006, 2010, 2014, 2018, 2022)                          | 9 · (1988, 1992, 1996, 2000, 2004, 2007, 2011, 2015, 2019)                                 | 8 · (1991, 1995, 1999, 2003, 2007, 2011, 2015, 2019)                                            | 17 · (1977, 1981, 1986, 1989, 1991, 1993, 1995, 1997, 1999, 2001, 2003, 2006, 2008, 2010, 2014, 2018, 2022)  |

### Бывшие члены АФК

#### Существующие
| Страна         | Годы членства | Примечание |
| -------------- | ------------- | --- |
| Израиль        | 1954—1974     | Футбольная ассоциация Израиля была принята в АФК в 1954 году. В 1974 году из-за протеста арабских стран вышла из её состава и оставалась вне континентальных конфедераций до тех пор, пока не вступила в УЕФА в 1994 году. |
| Казахстан      | 1992—2002     | После обретения независимости Казахстаном футбольная федерация этой страны была принята в АФК, позднее она изъявила желание вступить в УЕФА для большего развития футбола в стране, и в 2002 году это требование было удовлетворено. Главной причиной принятия ФФК в УЕФА было то, что, крайняя северо-западная часть страны находится на территории Восточной Европы. |
| Новая Зеландия | 1964—1966     | В 1948 году футбольная ассоциация Новой Зеландии была принята в ФИФА. В 1964 году она вошла в состав АФК. В 1966 году она решила войти в состав новообразованного ОФК, объединившего страны Океании. |

#### Не существующие
| Страна        | Годы членства | Примечание |
| ------------- | ------------- | --- |
| Южный Вьетнам | 1956—1975     | В 1956 году Федерация футбола Южного Вьетнама была принята в АФК. В 1975 году прекратила членство, так как государство Южный Вьетнам прекратило существование. |
| Южный Йемен   | 1965—1989     | Федерация футбола Южного Йемена была принята в АФК в 1965 году. В 1989 году прекратила существование из-за объединения Йемена.                                 |

## Турниры

### Существующие
| Соревнование                                            | Год  | Чемпионы          | Титулов | Второе место                     | Следующее соревнование |
| ------------------------------------------------------- | ---- | ----------------- | ------- | -------------------------------- | ---------------------- |
| Кубок Азии по футболу                                   | 2024 | Катар             | 2       | Иордания                         | 2027                   |
| Чемпионат Азии по футболу среди молодёжных команд       | 2024 | Япония            | 1       | Узбекистан                       | 2022                   |
| Чемпионат Азии по футболу среди команд до 20-х лет      | 2018 | Саудовская Аравия | 3       | Республика Корея                 | 2023                   |
| Чемпионат Азии по футболу среди команд до 17-х лет      | 2018 | Япония            | 3       | Таджикистан                      | 2023                   |
| Чемпионат Азии по мини-футболу                          | 2018 | Иран              | 12      | Япония                           | 2022                   |
| Чемпионат Азии по мини-футболу среди команд до 20-х лет | 2019 | Япония            | 1       | Афганистан                       | 2023                   |
| Чемпионат Азии по пляжному футболу                      | 2019 | Япония            | 3       | ОАЭ                              | 2023                   |
| Лига чемпионов АФК                                      | 2021 | Аль-Хиляль        | 4       | Пхохан Стилерс                   | 2022                   |
| Кубок АФК                                               | 2021 | Аль-Мухаррак      | 2       | Насаф                            | 2022                   |
| Клубный чемпионат АФК по мини-футболу                   | 2019 | Нагоя Оушенс      | 3       | Мес Сунгун                       | 2022                   |
| Кубок Азии по футболу среди женщин                      | 2018 | Япония            | 2       | Австралия                        | 2022                   |
| Женский кубок Азии по футболу среди команд до 20-х лет  | 2019 | Япония            | 6       | КНДР                             | 2024                   |
| Женский кубок Азии по футболу среди команд до 17-х лет  | 2019 | Япония            | 4       | КНДР                             | 2024                   |
| Кубок Азии по мини-футболу среди женщин                 | 2018 | Иран              | 2       | Япония                           | 2022                   |
| Клубный чемпионат АФК по мини-футболу среди женщин      | 2019 | Белеза            | 1       | Цзянсу (женский футбольный клуб) | 2021                   |

### Упразднённые
| Соревнование                             | Год     | Чемпионы               | Титулов | Второе место        |
| ---------------------------------------- | ------- | ---------------------- | ------- | ------------------- |
| Кубок вызова АФК                         | 2014    | Палестина              | 1       | Филиппины           |
| Кубок обладателей кубков Азии по футболу | 2001/02 | Аль-Хиляль             | 2       | Чонбук Хёндэ Моторс |
| Суперкубок Азии по футболу               | 2002    | Сувон Самсунг Блюуингз | 2       | Аль-Хиляль          |
| Кубок президента АФК                     | 2014    | Едиген                 | 1       | Римёнсу             |

### Региональные
| Соревнование                              | Год  | Чемпионы | Титулов | Второе место     | Следующее соревнование |
| ----------------------------------------- | ---- | -------- | ------- | ---------------- | ---------------------- |
| Чемпионат Восточной Азии по футболу       | 2022 | Япония   | 2       | Республика Корея | 2024                   |
| Кубок Центральной Азии по футболу         | 2023 | Иран     | 1       | Узбекистан       | ?                      |
| Чемпионат Южной Азии по футболу           | 2021 | Индия    | 8       | Непал            | 2023                   |
| Чемпионат Федерации футбола Западной Азии | 2019 | Бахрейн  | 1       | Ирак             | 2023                   |
| Чемпионат АСЕАН по футболу                | 2022 | Таиланд  | 7       | Вьетнам          | 2024                   |

В Лиге чемпионов участвуют 14 лучших стран региона (категория «зрелые»), следующие 14 («растущие») участвуют в Кубке АФК . Остальные страны региона («посеянные») разыгрывают Кубок Президента АФК. На текущий момент возможности перехода страны в более высокую категорию не предусмотрено, равно как и перехода в низкую.

## Футболист года в Азии
Начиная с 1994 АФК ежегодно выбирает лучшего футболиста Азии (в 1993 году премия вручалась АФК неофициально). До этого, с 1988 по 1991, лучшего футболиста неофициально выбирала Международная федерация футбольной истории и статистики (IFFHS).
| Год  | Футболист               | Гражданство             | Клуб                    |
| ---- | ----------------------- | ----------------------- | ----------------------- |
| 1988 | Ахмад Ради              | Ирак                    | Аль-Рашид               |
| 1989 | Ким Джу Сон             | Республика Корея        | Дэу Ройялс              |
| 1990 | Ким Джу Сон             | Республика Корея        | Дэу Ройялс              |
| 1991 | Ким Джу Сон             | Республика Корея        | Дэу Ройялс              |
| 1992 | Награда не присуждалась | Награда не присуждалась | Награда не присуждалась |
| 1993 | Кадзуёси Миура          | Япония                  | Верди Кавасаки          |
| 1994 | Саид Аль-Овайран        | Саудовская Аравия       | Аль-Шабаб               |
| 1995 | Масами Ихара            | Япония                  | Иокогама Маринос        |
| 1996 | Ходадад Азизи           | Иран                    | Бахман                  |
| 1997 | Хидэтоси Наката         | Япония                  | Бельмаре Хирацука       |
| 1998 | Хидэтоси Наката         | Япония                  | Перуджа                 |
| 1999 | Али Даеи                | Иран                    | Герта                   |
| 2000 | Наваф Аль-Темьят        | Саудовская Аравия       | Аль-Хиляль              |
| 2001 | Фань Чжии               | Китай                   | Данди                   |
| 2002 | Синдзи Оно              | Япония                  | Фейеноорд               |
| 2003 | Мехди Махдавикия        | Иран                    | Гамбург                 |
| 2004 | Али Карими              | Иран                    | Аль-Ахли                |
| 2005 | Хамад Аль-Мунташари     | Саудовская Аравия       | Аль-Иттихад             |
| 2006 | Хальфан Ибрахим         | Катар                   | Аль-Садд                |
| 2007 | Яссир Аль-Кахтани       | Саудовская Аравия       | Аль-Хиляль (Эр-Рияд)    |
| 2008 | Сервер Джепаров         | Узбекистан              | Бунёдкор                |
| 2009 | Ясухито Эндо            | Япония                  | Гамба Осака             |
| 2010 | Саша Огненовски         | Австралия               | Соннам Ильхва Чхонма    |
| 2011 | Сервер Джепаров (2)     | Узбекистан              | Аль-Шабаб               |
| 2012 | Ли Гын Хо               | Республика Корея        | Ульсан Хёндэ            |
| 2013 | Чжэн Чжи                | Китай                   | Гуанчжоу Эвергранд      |
| 2014 | Насер Аш-Шамрани        | Саудовская Аравия       | Аль-Хиляль (Эр-Рияд)    |

## Тренер года
Начиная с 1994 АФК ежегодно выбирает лучшего тренера Азии.
| Год  | Тренер           | Клуб или Сборная            |
| ---- | ---------------- | --------------------------- |
| 1994 | Чарнвит Полчивин | ФК Тай Фармерс Банк         |
| 1995 | Пак Чонг Хван    | Сённам Ильва Чунма          |
| 1996 | Ма Юанань        | Китай (жен.)                |
| 1997 | Чха Бом Гын      | Республика Корея            |
| 1998 | Такаси Кувахара  | Джубило Ивата               |
| 1999 | Махмуд Рахимов   | Узбекистан                  |
| 2000 | Филипп Трусье    | Япония                      |
| 2001 | Насер Аль-Джохар | Саудовская Аравия           |
| 2002 | Гуус Хиддинк     | Республика Корея            |
| 2003 | Ча Кюнг Бок      | Сённам Ильва Чунма          |
| 2004 | Аднан Хамад      | Ирак                        |
| 2005 |                  |                             |
| 2006 | Чой Кван Сок     | КНДР (мол. жен.)            |
| 2007 | Рауф Инилеев     | Узбекистан                  |
| 2007 | Том Серманни     | Австралия (жен.)            |
| 2008 | Акира Нисино     | Гамба Осака                 |
| 2008 | Ким Квон Мин     | КНДР (жен.)                 |
| 2009 | Ху Жунг Му       | Республика Корея            |
| 2010 | Такэси Окада     | Япония                      |
| 2010 | Ким Тэ Хи        | Республика Корея (юн. жен.) |
| 2011 | Норио Сасаки     | Япония (жен.)               |
| 2011 | Такако Тэдзука   |                             |
| 2012 | Ким Хо Гон       | Ульсан Хёнде                |
| 2012 | Асако Такэмото   |                             |
| 2013 | Чой Йонг Су      | ФК Сеул                     |
| 2013 | Асако Такэмото   | Япония (юн. жен.)           |
| 2014 | Тони Попович     | Вестерн Сидней              |
| 2014 | Асако Такэмото   | Япония (юн. жен.)           |

## Представители на чемпионате мира
- 1930 — Нет
- 1934 — Нет
- 1938 —  Голландская Ост-Индия*
- 1950 — Нет**
- 1954 —  Республика Корея
- 1958 — Нет
- 1962 — Нет
- 1966 —  КНДР
- 1970 —  Израиль***
- 1974 — Нет
- 1978 —  Иран
- 1982 —  Кувейт
- 1986 —  Ирак,  Республика Корея
- 1990 —  ОАЭ,  Республика Корея
- 1994 —  Саудовская Аравия,  Республика Корея
- 1998 —  Иран,  Саудовская Аравия,  Республика Корея,  Япония
- 2002 —  Китай,  Саудовская Аравия,  Республика Корея,  Япония
- 2006 —  Иран,  Саудовская Аравия,  Республика Корея,  Япония
- 2010 —  Австралия****,  КНДР,  Республика Корея,  Япония
- 2014 —  Австралия****,  Иран,  Республика Корея,  Япония
- 2018 —  Австралия****,  Иран,  Саудовская Аравия,  Республика Корея,  Япония
- 2022 -  Катар,  Австралия****,  Иран,  Саудовская Аравия,  Республика Корея,  Япония

### Количество участий
- 11 —  Республика Корея
- 7 —  Япония
- 6 —  Саудовская Аравия,  Иран
- 4 —  Австралия****
- 2 —  КНДР
- 1 —  Голландская Ост-Индия*,  Израиль***,  Кувейт,  Ирак,  ОАЭ,  Китай,  Катар

(*) До 1942 года так называлась Индонезия. 

(**) В 1950 сборная Индии была вынуждена сняться с чемпионата, так как ФИФА запретила футболистам играть без обуви. 

(***) Израиль ныне является членом УЕФА. 

(****) Австралия участвовала в чемпионатах мира 1974 и 2006, но как член ОФК.
Сборной Республики Корея принадлежит наивысшее достижение — четвёртое место на домашнем чемпионате мира-2002. Ещё шесть раз азиатским командам удавалось выйти в плей-офф чемпионата: КНДР в 1966, Саудовской Аравии в 1994, Австралии в 2022, Японии в 2002, 2010, 2018 и 2022, а также той же самой Республике Корея в 2002, 2010 и 2022.